# Migonemyia vaniae
Migonemyia vaniae är en tvåvingeart som beskrevs av Galati 2007. Migonemyia vaniae ingår i släktet Migonemyia och familjen fjärilsmyggor. Inga underarter finns listade i Catalogue of Life.